# Decalcomanía

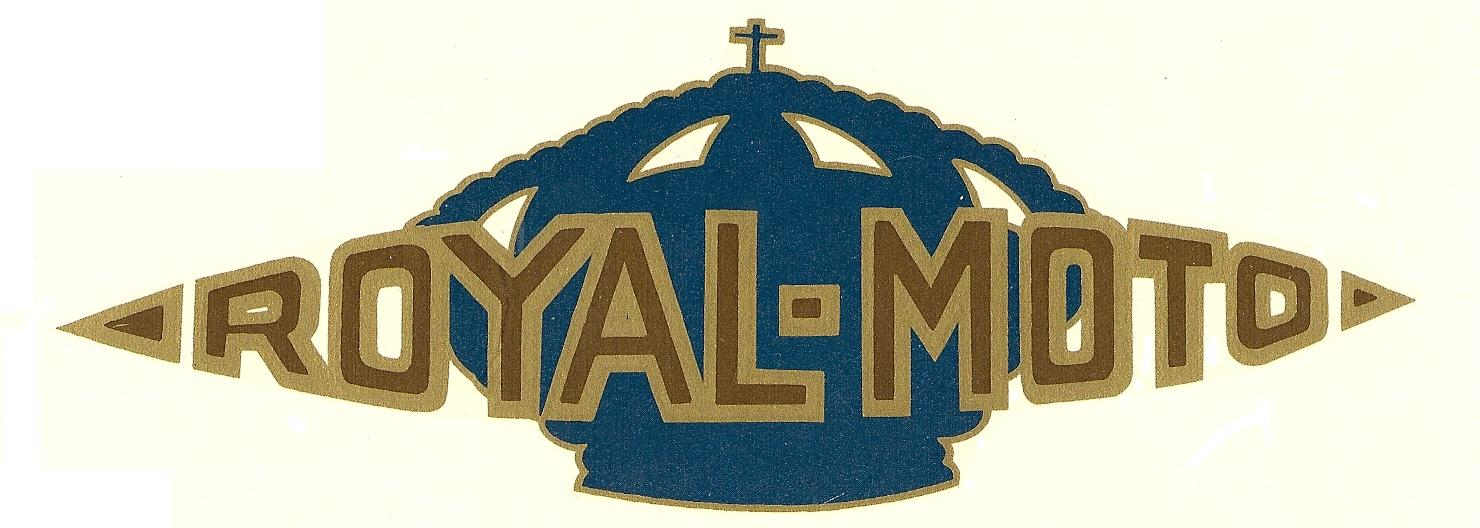
Detalle de la técnica pictórica Decalcomanía

La decalcomanía (del francés: décalcomanie) es una técnica pictórica que consiste en aplicar imágenes, por ejemplo de gouache negro, sobre un papel, el cual se coloca encima de otra hoja sobre la que se ejerce una ligera presión, luego se despegan antes de que se sequen. En su sentido más amplio, consiste «en pasar de un papel a objetos diversos de madera, porcelana, seda, etc., imágenes coloridas...».
En 1868, la revista Harper's Bazaar publica un artículo dedicado a esta técnica y en el cual hace mención de que ya «estaba de moda en tiempos de nuestras abuelas».
A finales del siglo XIX se perfeccionó la técnica para imitar el pan de oro para artilugios de hierro, como máquinas de coser, carruajes y carrocerías, etc., tanto por dentro como por fuera.

## Orígenes
Se había atribuido sus orígenes a 1756, y a dos grabadores de Liverpool, John Sadler y Guy Green, que trabajaban para Josiah Wedgwood, pero existen datos de que en 1751 un grabador de la Fábrica de Esmalte de Battersea, en Londres, John Brooks, intentó patentar un método para pasar una imagen de una plancha de cobre a un papel y de allí a una pieza de porcelana. No obstante, la técnica desarrollada por Sadler y Green fue decisiva en abaratar los costes de producción de la porcelana y pronto se extendió por el norte de Europa y, de allí, a los Estados Unidos. 
Otro posible "inventor" de la técnica fue Simon François Ravenet, grabador francés afincado en Inglaterra desde 1743, quien perfeccionó un proceso que llamó  "decalquer".

## Decalcomanía y Arte
La «decalcomanía» ha sido una de las técnicas más famosas  del surrealismo, y de aportaciones personales como sus objetos surrealistas, los «paisajes cósmicos» o las «superficies litocrónicas».
Ha sido utilizada por el artista surrealista  Óscar Domínguez, quien tomó la técnica en 1936, el estrena su nueva técnica llamada "decalcomanía sin objeto" o "decalcomanía del deseo",  Conseguidas por aplicar manchas de tinta, de acuarela o de gouache  en una hoja que se dobla por la mitad, así obteniendo  paisajes fabulosos, de una extraordinaria diversidad, semejantes a madréporas, rocas, ríos de lavas, concreciones arrastradas por diluvios torrenciales estos efectos van surgiendo al azar, de manera espontánea y de las propiedades físicas y químicas del material. Fue el artista Max Ernst quien enriqueció esta técnica al aplicarla al óleo con el mismo procedimiento, fue por ello que muchos artistas fueron seducidos por esta técnica  para conseguir estos nuevos efectos como los artista Hans Bellmer, Remedios Varo, Salvador Dalí, entre otros.